# Steiropteris praetervisa
Steiropteris praetervisa là một loài thực vật có mạch trong họ Thelypteridaceae. Loài này được (Kuhn) Pic. Serm. miêu tả khoa học đầu tiên năm 1973.